# Yakuza 5
Yakuza 5, в Японии известная под названием Ryu ga Gotoku 5: Yume, Kanaeshi Mono (яп. 龍が如く５ 夢、叶えし者 рю: га готоку 5: юмэ канаэси моно, «Подобный дракону 5: Тот, кто исполняет желания») — компьютерная игра, разработанная и изданная компанией Sega. Часть серии Yakuza. Игра была выпущена для консоли PlayStation 3 в 2012 году в Японии. Игра вышла на территории США и Европы 8 декабря 2015 года.

## Игровой процесс
Игровой процесс Yakuza 5 идентичен другим играм серии. Геймплей разделён на два режима: «Приключение» (англ. Adventure) и «Бой» (англ. Combat), между которыми можно переключаться. В режиме «Приключение» игрок может исследовать город, совершать какие-нибудь покупки в магазине, играть в мини-игры и т. д. В режиме «Бой», благодаря специальным приёмам, игрок должен драться с соперниками. Харука не может принимать участие в боях и посещать хост-клубы, однако у неё есть свои уникальные, недоступные другим персонажам развлечения.
В отличие от других игр серии, всего в Yakuza 5 присутствуют пять городов: вымышленный район Токио Камуротё, и настоящие города Саппоро, Фукуока, Осака и Нагоя. Кроме того, игра включает в себя пять игровых персонажей: Кадзуму Кирю, Сюна Акияму, Тайгу Саэдзиму, Харуку Савамуру и Тацуо Синаду.

## Сюжет
Действие игры происходит после событий Yakuza 4. Главный герой серии, Кадзума Кирю, стал водителем такси в городе Фукуока. Тайга Саэдзима отбывает 3 года тюремного заключения в Хоккайдо из-за побега из тюрьмы. Сюн Акияма уезжает в Осаку в командировку. Харука Савамура покидает детский дом на Окинаве и в настоящее время живёт в Осаке и хочет стать поп-идолом. В настоящее время она живёт отдельно от Кирю и пробует развивать талант в пении и танцах. Новый персонаж игры, Тацуо Синада, является бывшим игроком в бейсбол, который был приговорён к пожизненному запрету за азартные игры.
В 2010 году было подписано соглашение о прекращении огня между двумя кланами якудза: Тодзё и Уэно Сэйва, что положило конец истории о заговоре со стороны полиции после событий Yakuza 4. В клане Тодзё прошла серьёзная реорганизация под руководством 6-го председателя Дайго Додзимы. Кроме того, был сформировано соглашение с альянсом Оми. Однако через два года, в декабре 2012 года, 7-й председатель альянса Оми оказывается на смертном одре. Смерть 7-го председателя означала разрыв перемирия между кланом Тодзё и альянсом Оми. Началась война. Для того, чтобы укрепить клан Тодзё, Дайго Додзима хочет создать новый альянс с кланом в городе Фукуока.

## Разработка
Разработка Yakuza 5 началась сразу после создания студии Yakuza, в 2010 году. Информация о разработке пятой части серии появилась в 2011 году после выхода спин-оффа серии Yakuza: Dead Souls (в Японии известна как Ryu ga Gotoku: Of the End). Однако лишь в мае 2012 года был открыт сайт новой игры. В нём были показаны персонажи и выложены первые скриншоты. На момент официального анонса игра была завершена на 70 %.
По словам главы студии Yakuza Тосихиро Нагоси, он хотел сделать новую игру серии приквелом. Однако сюжет новой игры будет связан с Yakuza 4. В итоге глава студии назвал пятую часть серии «Новой Якудзой».
Игра создавалась на новом движке. В создании музыки к игре принимал участие певец Кёсукэ Химуро и группа Gospels of Judas. В Yakuza 5 присутствует ритм-игра от Namco Bandai Taiko: Drum Master, в честь её десятилетнего юбилея, а в качестве костюма для Харуки, игрушек и скульптур появляется японский поп-идол Хацунэ Мику. В Yakuza 5 также можно сыграть в игру Virtua Fighter 2, в том числе, с помощью загружаемого контента, в режиме двух игроков.
Демоверсия игры с Virtua Fighter 2 стала доступна с 27 ноября 2012 года в японском PlayStation Network.
После выхода игры компания Sega выпустила загружаемый контент, благодаря которому герои могут менять костюмы.
На мероприятии The Game Awards 2020 было объявлено, что обновленная версия Yakuza 5, а также Yakuza 3 и Yakuza 4 будут выпущены одновременно на Xbox One и PC-совместимых компьютерах под управлением Windows 28 января 2021 года. Игры можно будет приобрести как в составе сборника Yakuza Remastered Collection, так и по отдельности.

## Оценки и мнения
| Сводный рейтинг       | Сводный рейтинг |
| Агрегатор             | Оценка          |
| --------------------- | --------------- |
| GameRankings          | 84,30 %         |
| Metacritic            | 83/100          |
| Иноязычные издания    |                 |
| Издание               | Оценка          |
| Destructoid           | 8,5/10          |
| GameSpot              | 8/10            |
| Русскоязычные издания |                 |
| Издание               | Оценка          |
| Riot Pixels           | 80 %            |

Yakuza 5 стала одной из одиннадцати игр, победивших в категории «Лучшая разрабатывающаяся игра» на церемонии Japan Game Awards 2012 и получила самую высокую оценку от журнала Famitsu — 40 баллов из 40 возможных.
В первые четыре дня в Японии было продано 356 757 копий игры, что позволило ей занять первую позицию в чартах по итогам недели с 3 по 9 декабря. Всего к 31 декабря 2012 года было продано 580 000 экземпляров игры.